# Mount Queensland
Mount Queensland är ett berg i Antarktis. Det ligger i Östantarktis. Nya Zeeland gör anspråk på området. Toppen på Mount Queensland är 1 910 meter över havet.
Terrängen runt Mount Queensland är varierad. Trakten är obefolkad. Det finns inga samhällen i närheten. 